# کایه دو سینما
کایه دو سینما (به فرانسوی:Cahiers du cinéma، به معنی «دفترچه‌های سینما») یک مجله سینمایی تأثیرگذار و معتبر فرانسوی است که در سال ۱۹۵۱ توسط آندره بازن، ژاک دونیول-والکروز و ژوزف-ماری لودوکا و فریدون هویدا بنیان گذاشته شد. این مجله در پی توقف و دگرسانی نشریه ریویو دو سینما با سردبیری اریک رومر و حضور منتقدانی همچون ژان-لوک گدار، فرانسوا تروفو، کلود شابرول و ژاک ریوت آغاز به‌کار کرد. نشریه سینمایی پوزیتیف به‌عنوان مهم‌ترین رقیب این مجله در فرانسه به‌شمار می‌رود.
کایه دو سینما ضمن طرح و دفاع از نظریهٔ مؤلف که تأکید ویژه بر «دست خط» مؤلف دارد، به کشف سینماگران مؤلفی همچون اورسن ولز، جان فورد، آلفرد هیچکاک و هاوارد هاکس پرداخت.